# Pandan Agung
Pandan Agung is een bestuurslaag in het regentschap Ogan Komering Ulu van de provincie Zuid-Sumatra, Indonesië. Pandan Agung telt 1948 inwoners (volkstelling 2010).